# 别敬
别敬是三敬的一種，清朝地方官进京时，給予京官的告別禮金。
別敬並不是合法的款帳，但京官生活清苦，不能不接受外放官的額外贈禮。冯桂芬说:“大小京官，莫不仰给于外官之别敬、炭敬、冰敬。”曾国藩外放直隶总督時，回京見老朋友也要致贈別敬，日记中多次提到“核别敬单”，“定别仪码”，“定分送各单”，給兒子曾紀澤的信裡又说：“余送别敬一万四千馀金，三江两湖五省全送，但不厚耳。”。曾国藩本人生活清苦，赵烈文提到第一次见到曾国藩的印象是“所衣不过练帛，冠靴敝旧”，但同樣也清朝官場上也不能免俗。